# Włodzimierz Gut
Włodzimierz Wacław Gut (ur. 1952) – polski biolog, specjalista w zakresie mikrobiologii i wirusologii, profesor nauk medycznych, pracownik naukowy Narodowego Instytutu Zdrowia Publicznego – Państwowego Zakładu Higieny (NIZP-PZH).

## Kariera naukowa
W 1976 ukończył biologię na Uniwersytecie Warszawskim. Stopień doktora uzyskał w 1980 w Państwowym Zakładzie Higieny na podstawie dysertacji Określenie wpływu czynnika reumatoidalnego i przeciwciał IgG na immunofluorescencyjną serodiagnostykę zakażeń wirusami różyczki i cytomegalii. W 1994 habilitował się na podstawie rozprawy Analiza odpowiedzi immunologicznej dla wirusa odry u chorych na podostre stwardniające zapalenie mózgu. W 2015 otrzymał tytuł naukowy profesora.
W 1984 został kierownikiem Ośrodka Referencyjnego ds. Zakażeń Arbowirusami i otrzymał roczne stypendium Deutscher Akademischer Austauschdienst w Instytucie Wirusologii i Immunobiologii w Würzburgu. Od 1998 roku uczestniczył w realizacji programu Światowej Organizacji Zdrowia (WHO) mającego na celu eradykację poliomyelitis wywoływanego przez dzikie wirusy polio, zaś od 2002 brał udział w utworzeniu i uruchomieniu w PZH Narodowego Laboratorium WHO ds. Odry/Różyczki.
Od 2009 nadzorował prace prowadzone w laboratorium BSL-3 w NIZP-PZH. Od 2011 zajmował się nadzorem nad realizacją programu WHO dotyczącego eliminacji odry/różyczki oraz uczestniczył w prowadzeniu badań nad etiologią wirusowych zakażeń układu oddechowego. Był wykonawcą badań z zakresu m.in. etiopatogenezy zakażeń i chorób wirusowych, odpowiedzi immunologicznej w zakażeniach wirusowych i odpowiedzi poszczepiennej. Kierownik badań poświęconych krążeniu wirusa odry i obecności dzikich poliowirusów w Polsce w ramach programów eliminacji chorób realizowanych przez Światową Organizację Zdrowia.
Członek Rady Naukowej Narodowego Instytutu Zdrowia Publicznego – Państwowego Zakładu Higieny.

## Członkostwo w organizacjach naukowych
- członek Polskiego Towarzystwa Mikrobiologów (w latach 2001–2008 przewodniczący Oddziału Warszawskiego PTM)
- przedstawiciel Polski w Międzynarodowym Komitecie Taksonomii Wirusów
- członek założyciel Kolegium Medycyny Laboratoryjnej
- członek zarządu Polskiego Towarzystwa Wirusologicznego
- członek korespondent Towarzystwa Naukowego Warszawskiego

## Nagrody
- Nagroda Przewodniczącego Rady Naukowej przy Ministrze Zdrowia i Opieki Społecznej (1980 i 1982)
- Nagroda im. Ludwika Rajchmana (1985, 1992, 1993 i 1998)
- Zespołowa nagroda naukowa Polskiej Akademii Nauk (1992)